# Protaras
Protaras (griechisch Πρωταράς) ist ein Badeort in der Republik Zypern, der aus einer aus wenigen Häusern bestehenden Siedlung nach 1974 als Ersatz wie auch Agia Napa für den nach der Grenzziehung und Errichtung der Türkischen Republik Nordzypern nicht mehr zugänglichen Badeort Famagusta neu erschlossen wurde.
Die Architektur der Stadt besteht daher aus schnell hochgezogenen Betonbauten. In der Kirche aus dem 13. Jahrhundert, die der Jungfrau Maria (Panagia) gewidmet ist, befindet sich ein kleines kirchliches Museum.
Politisch gehört die Stadt aus Hotels und Ferienhäusern zu Paralimni.

## Geschichte
Unsicher ist, ob der von dem altgriechischen Geschichtsschreiber Strabon erwähnte Hafen Leukolla sich bei Protaras befand. Die Schlacht von Salamis (306 v. Chr.) soll vor Leukolla ausgetragen worden sein, das vorläufig mit einem Gelände bei Protaras an der Küste südlich von Famagusta identifiziert wurde.